# Halophila
Halophila is een mosdiertjesgeslacht uit de familie van de Bugulidae en de orde Cheilostomatida

## Soorten
- Halophila antillaea Winston, 2005
- Halophila johnstoniae (Gray, 1843)
- Halophila longicauda (Harmer, 1926)
- Halophila longicauda (Busk, 1884)

Niet geaccepteerde soorten:
- Halophila johnstonae Gray, 1843 → Halophila johnstoniae (Gray, 1843)
- Halophila longissima (Busk, 1884) → Bugula longissima Busk, 1884